# Gavião-pega-macaco
O gavião-pega-macaco (nome científico: Spizaetus tyrannus), também referido popularmente como apacanim, cutiú-preto, gavião-de-penacho, papa-mico, uiruucotim, urubutinga ou urutaurana, é uma águia da família dos acipitrídeos (Accipitridae) que ocorre do México à Argentina e em todo o Brasil. O gavião-pega-macaco, o gavião-pato e o gavião-de-penacho são as únicas três espécies de águias-açores presentes no Brasil.

## Etimologia
O nome do gênero Spizaetus deriva do grego spizías (σπιζίας), "falcão", e áetós (ἀετός), "águia". O epíteto específico tyrannus deriva do latim tyrannus, "tirano", que por sua vez derivou do grego túrannos (τύραννος), com o mesmo sentido. Os nomes populares "gavião-pega-macaco", "papa-mico", "papa-macaco" e "pega-macaco" são referências à sua predileção por se alimentar de macacos. "Uiruucotim" tem origem tupi, mas o étimo que lhe é incerto. "Apacanim", segundo o Dicionário Histórico das Palavras Portuguesas de Origem Tupi (DHPT), se originou do tupi yapaka'ni, que também originou o designativo japacanim, aplicado a outras aves. Foi citado a primeira vez em 1777 como yapacani e em 1783 como japocani. "Cutiú-preto", segundo Antenor Nascentes, derivou do tupi kuti'u, no sentido de "gavião preto do Amazonas", e -una (que pode variar para -m ou -u), que significa "preto". "Urubutinga", por sua vez, derivou de uruwu'tinga, < uru'wu, no sentido de urubu, e -tinga, no sentido de branco. Foi registrado em 1594 como urubutĩga e 1610 como urubatinga.

## Taxonomia e sistemática
O gavião-pega-macaco pertence à família dos acipitrídeos (Accipitridae) e à subfamília dos acipitríneos (Accipitrinae). Seu gênero, Spizaetus, foi descrito por Louis Jean Pierre Vieillot em 1816. Em 2007, a União Americana de Ornitólogos aprovou a incorporação do gênero Spizastur, originalmente descrito por René Lesson em 1839, ao gênero Spizaetus. Tradicionalmente, Spizaetus é considerado um gênero pantropical composto por 10 espécies, sendo um dos vários com tarsos revestidos por penas — as chamadas águias-calçadas —, e ocasionalmente tratado como uma tribo, os aquilinos (Aquilini).
Duas análises filogenéticas independentes, baseadas em sequências de DNA mitocondrial e nuclear, chegaram a conclusões convergentes sobre as relações evolutivas de Spizaetus. Os resultados indicam que, embora os aquilinos como um todo formem um grupo monofilético, os gêneros politípicos dentro desse grupo (Spizaetus, Aquila e Hieraaetus) não são monofiléticos, o que exige a revisão dos limites genéricos tradicionais. Três clados basais compõem os aquilinos: um grupo do Velho Mundo formado por Spizaetus e Stephanoaetus, que juntos são grupo irmão do restante da tribo; um clado neotropical que inclui o gavião-de-penacho (S. ornatus), o gavião-pega-macaco, o gavião-pato (S. melanoleucus) e o gavião-bicolor (S. isidori); e um clado do Velho Mundo composto por Aquila e gêneros aliados. Estima-se que os aquilinos tenham divergido há cerca de 12 a 15 milhões de anos, e que o clado neotropical tenha se separado das linhagens do Velho Mundo entre 8 e 11 milhões de anos atrás. Dentro do clado neotropical, o gavião-de-penacho e o gavião-bicolor são espécies irmãs, o gavião-pato é um grupo irmão e o gavião-pega-macaco ocupa uma posição basal.
Duas subespécies de gavião-pega-macaco são conhecidas:
- Spizaetus tyrannus serus Friedmann, 1950 - do sul do México ao nordeste da Argentina e Brasil; ilha da Trindade.
- Spizaetus tyrannus tyrannus Wied-Neuwied, 1820 - do leste e sul do Brasil ao extremo nordeste da Argentina (Misiones).

## Descrição
Adultos do gavião-pega-macaco de ambos os sexos são semelhantes, embora a fêmea seja maior. O macho e fêmea pesam, respectivamente, 950 e 1 120 gramas (ou 900 a 1 300 gramas, segundo outras fontes). A envergadura da asas é de 115-148 centímetros. O comprimento total varia entre 57 e 71 centímetros, conforme diferentes fontes: 57–68 centímetros segundo Wetmore (1965), 58–71 centímetros segundo Bierregaard (1994) e 64–71 centímetros de acordo com Hilty e Brown (1986). A íris é de cor laranja brilhante ou amarelo-dourado. O bico é azul-preto, com a cera de tonalidade acinzentada. Os tarsos são revestidos por penas, enquanto os dedos são amarelos. Na cabeça, exibe um penacho em forma de coroa.
Os machos da subespécie S. t. serus apresentam, em média, asas mais curtas (380,2 milímetros) e caudas significativamente menores (309,2 milímetros) em comparação aos da subespécie S. t. tyrannus, cujas asas têm média de 398,3 milímetros e caudas de 366 milímetros. A variação de medidas em serus vai de 354 a 401 milímetros à asa e de 291 a 325 milímetros à cauda (n=11), enquanto em tyrannus os dados disponíveis indicam um intervalo de 362 a 422 milímetros à asa e de 365 a 367 milímetros à cauda, sugerindo que tyrannus tende a ser maior e mais robusto. Por sua vez, as fêmeas da subespécie S. t. serus apresentam asas com comprimento médio de 400,4 milímetros e caudas de 320,1 milímetros, com variação entre 353 a 445 milímetros para as asas e 289 a 386 milímetros à cauda (n=8). Em contraste, as fêmeas de S. t. tyrannus são significativamente maiores, com asas médias de 443,7 milímetros e caudas de 388,8 milímetros, variando entre 428 a 460 milímetros para as asas e 370 a 405 milímetros à cauda. Isso reforça a tendência geral de que tyrannus apresenta um porte corporal maior que serus em ambos os sexos.
A plumagem é inteiramente preta e sedosa, com as penas da crista occipital pretas com bases brancas, e apresenta padrões variados nas asas e no corpo, incluindo manchas brancas em algumas áreas. As asas são muito largas, barradas e de formato ligeiramente elíptico, com as partes inferiores das primárias e secundárias apresentando faixas brancas largas, e as coberteiras inferiores também amplamente marcadas de branco. A cauda é longa, estreita e arredondada, raramente abanada, com pontas cinza-amarronzadas e três a quatro faixas largas ou cinzentas transversais que são características distintivas da espécie. Durante o voo, a largura e a brevidade das asas tornam-se evidentes, e a cauda geralmente permanece fechada. Os tarsos e as coxas, revestidos por penas, exibem barras brancas estreitas. Os juvenis têm testa, garganta, pontas das penas da crista e a sobrancelha brancas; a cabeça é branca com tonalidades bege-amareladas, o peito é rajado de preto e marrom, e o ventre é salpicado de preto e branco. Imaturos apresentam as partes superiores em preto-amarronzado com manchas esbranquiçadas, garganta branca, faixa branca sobre os olhos, faces escurecidas e partes inferiores branco-amareladas com fortes estrias negras; os flancos e os lados do corpo são uniformemente escuros, e o abdome e as coxas exibem barras pretas.

## Distribuição e habitat
O gavião-pega-macaco tem ampla distribuição e ocorre desde o sul do México, na América do Norte, atravessa toda a América Central (Guatemala, El Salvador, Costa Rica, Honduras, Nicarágua, Belize e Panamá) e boa parte da América do Sul (Colômbia, Venezuela, Equador, Peru, Bolívia, Paraguai, Argentina, Guiana, Guiana Francesa, Suriname e Brasil). É uma das três espécies (as outras são o gavião-de-penacho e o gavião-pato) do grupo chamado águias-açores a ocorrer no Brasil e está distribuído em todo o território, exceto as regiões áridas do Nordeste e no Pampa do Rio Grande do Sul.
A espécie ocorre principalmente em terras baixas em florestas tropicais, embora possa ser encontrada em altitudes mais elevadas em algumas regiões. No México, atinge até mil metros na vertente atlântica e, localmente, até 1 500 metros na vertente pacífica. Na Costa Rica, seu “centro de abundância” situa-se entre 200 e mil metros, embora possa ocorrer até 2 000 metros. Na Colômbia, é registrada até 500 metros; na Venezuela, até 1 500 metros; no Equador, até 1 200 metros no leste e até 1 700 metros no oeste; e, no Peru, localmente até 1 800 metros.

## Ecologia
O gavião-pega-macaco é o mais facilmente detectável entre os rapinantes de seu grupo, sendo frequentemente observado planando sobre a floresta durante as horas mais quentes da manhã, às vezes cruzando áreas abertas ou sobrevoando bordas de mata. Esses voos, que podem durar cerca de 10 minutos e alcançar grandes altitudes, parecem ter função de exibição e são acompanhados por batidas de asas lentas e vocalizações frequentes, retornando à mata ao final da exibição. Quando não está planando, permanece pousado no dossel da floresta, adotando uma estratégia de caça baseada na técnica de espera: move-se entre poleiros e, a partir deles, lança-se rapidamente para emboscar a presa. Ocasionalmente pousa em galhos mais baixos. Durante o período reprodutivo, realiza voos de exibição que incluem contato físico e manobras de capotamento. A espécie costuma ser observada sozinha, embora às vezes forme pares.

### Vocalização
Foram registrados dois tipos de chamados de machos adultos. O primeiro é o vocal típico da espécie, com variações descritas por E. Willis como whit, whit whit wheeeeeer ou wheep-wheep-wheep-waHEEE-er, sendo claro, sonoro e com a última sílaba acentuada. O segundo é um assobio suave, ocasionalmente emitido próximo ao ninho, aparentemente em resposta a vocalizações da fêmea ou do filhote. Em uma ocasião, observei um macho emitir um som baixo pit pit quando empoleirado ao lado da fêmea antes da cópula. As fêmeas adultas apresentam três chamados distintos: um durante a cópula; outro semelhante ao assobio de mendicância dos juvenis (hui hui hui hui), emitido quando o macho se aproxima com presa, geralmente até que ele se afaste; e um terceiro, compartilhado com os machos, para defesa do ninho, descrito como pi-pii pit pit pi-pii, às vezes seguido de um huiiiiiio prolongado. Filhotes também emitem três vocalizações principais. O primeiro é um chamado alto e insistente de mendicância (hui hui hui hui), geralmente acompanhado de comportamento defensivo da presa quando o macho chega ao ninho. O segundo ocorre quando o macho se aproxima sem alimento, interpretado como desejo de que a fêmea deixe o ninho, uma vez que o filhote já se alimenta sozinho. O terceiro, descrito como pipipipi repetido, é emitido em contextos de estresse ou defesa, como durante a manipulação no ninho para marcação e medição.

### Dieta
Embora leve e pequeno em comparação com outras águias, o gavião-pega-macaco é um poderoso predador que frequentemente caça presas relativamente grandes. Alimenta-se principalmente de grandes roedores, gambás e macacos, bem como, ocasionalmente, morcegos, pássaros e alguns répteis. As aves que captura podem ser bem grandes, como tucanos e Ortalis. Robinson (1994) registrou um gavião-pega-macaco capturando esquilos do gênero Sciurus a dois metros do solo. Há também registros de captura de pequenos pássaros como o bentevizinho-de-penacho-vermelho (Myiozetetes similis). Como a fêmea é maior que o macho, as presas capturadas por eles são de tamanhos diferentes, de modo que não competem entre si por comida, podendo permanecer na mesma área, o que facilita o encontro para o cruzamento. Funes et al. (1992) registraram 75 tipos de presas entregues a fêmeas e filhotes em dois ninhos no Parque Nacional de Tikal, Guatemala. Os pesquisadores descobriram que 68% das presas eram mamíferos (14 esquilos pequenos, oito gambás da América Central (Caluromys derbianus), um esquilo de tamanho médio e cinco mamíferos não identificados), 2,6% eram aves (duas aves não identificadas) e 29,3% eram presas não identificadas.
A maioria das presas eram pequenos mamíferos noturnos, sugerindo que a espécie tem maior preferência por mamíferos do que o gavião-de-penacho. J. Luís Rangel-Salazar encontrou um ninho em 7 de março de 1991 em Iucatã, recolheu restos de presas e os tucanos-de-peito-amarelo (Ramphastos sulfuratus) foram as presas mais abundantes; mamíferos (guaxinins e esquilos) representaram 17,6% do total de presas. Skutch (1960) registrou a predação desta espécie sobre os filhotes de um casal de bentevizinho-de-penacho-vermelho. No Panamá, segundo Wetmore (1965), o colecionador E. A. Goldman pegou um pássaro perto de Gatun enquanto estava sentado no topo de uma árvore alta comendo uma iguana (Iguana iguana). Smith (1970) observou adultos alimentando jovens com duas iguanas, cada uma com aproximadamente 25 centímetros de comprimento, uma cobra (Oxybelis sp.), um gaio-de-peito-preto (Cyanocorax affinis) e um esquilo Sciurus granatensis. No Peru, um gavião-pega-macaco foi observado nas proximidades de Cocha Cashu, Parque Nacional de Manu, carregando um grande lagarto (30-35 centímetros), que de repente mergulhou do dossel para capturar um esquilo (Sciurus sp.), atacando araras numa árvore e carregando um roedor não identificado (Robinson 1994).

### Reprodução

#### Ninhos e locais de nidificação
Documentaram-se quatro ninhos de gavião-pega-macaco em Tikal, construídos em árvores de diferentes espécies com diâmetros de 70 centímetros a 1,5 metros e alturas entre 28 e 30 m. Os ninhos estavam posicionados a cerca de 25,5 m de altura, geralmente em galhos laterais finos (6–11 centímetros) e frequentemente sustentados por emaranhados de cipós, o que dificultava sua visualização e proporcionava sombra. Três das árvores-ninho estavam conectadas à copa da floresta, facilitando o deslocamento dos macacos-aranha-de-mãos-pretas. Os ninhos tinham em média 97 centímetros de diâmetro externo e 46 centímetros de profundidade. Comparados com 12 ninhos de gavião-de-penacho na mesma área, os ninhos de gavião-pega-macaco não diferiram em tamanho ou altura, mas se distinguem pela localização: enquanto os ninhos de gavião-de-penacho ficam próximos ao tronco, em galhos maiores e mais expostos, os ninhos de gavião-pega-macaco ficam mais distantes do centro da árvore, em galhos menores e mais escondidos entre cipós, tornando-os menos visíveis.
Na Guatemala, um ninho com um ovo foi encontrado em 29 de abril de 1992 no Parque Nacional de Tikal, com eclosão em 5 de maio e plumagem completa em 15 de julho. Outro ninho com filhote de seis semanas foi achado em 3 de julho do mesmo ano. Um deles estava a 27 metros de altura numa árvore Brossimum alicastrum de 30 metros, sustentado por trepadeiras entre dois galhos secos a cerca de nove metros do tronco. Outro ninho, localizado a 28 metros numa Bucida buceras, também se encontrava apoiado num emaranhado de trepadeiras entre galhos laterais. No Panamá, dois juvenis foram observados num mesmo ninho na Zona do Canal em fevereiro de 1965, e outro jovem já emplumado foi visto próximo ao mesmo ninho em agosto de 1968. Também há registros de ninhos em árvores altas e palmeiras (como Roystonea), além de um ninho em árvore de mogno (Swietenia microphylla) com 23 metros de altura e copa a 17 metros do solo.
Num estudo realizado na Guatemala pelo The Peregrine Fund documentou-se quatro ninhos, com altura média de 25,5 metros, todos construídos em galhos laterais afastados do centro da árvore. Em El Salvador, observou-se um ninho putativo da espécie a 15 metros de altura numa nespereira (Manilkara chicle) de 20 metros, numa encosta com vista para um vale. Os ninhos tendem a ser mais ocultos que os do gavião-de-penacho, construídos em galhos mais delgados e camuflados entre a folhagem. A espécie constrói ninhos com galhos secos no alto das árvores, onde a fêmea pode colocar até dois ovos. Um ninho documentado media 110 centímetros de largura e estava localizado a 17 metros do solo, com materiais variados como ramos de sapotizeiro (Manilkara zapota), tamarindo-selvagem (Lysiloma latisiliquum) e trepadeiras (Stizophyllum riparium).

#### Ovos e ninhadas
Os pares reprodutores conhecidos, tanto na natureza quanto em cativeiro, colocam ninhadas de ovos únicos, com período de incubação estimado em 44 dias. Embora exista um registro excepcional no Panamá com dois filhotes, a norma para esta e outras espécies do gênero Spizaetus é um ovo por ninhada. Ovos medidos em Tikal têm cerca de 60 por 50 milímetros, pesando em torno de 75 gramas, com manchas marrons, e seu peso representa aproximadamente 7% do peso corporal da fêmea adulta. Na Mata Atlântica, o período reprodutivo ocorre de agosto a dezembro. Em cativeiro, na Fundação Parque Zoológico de São Paulo, um casal colocou cinco ovos, de coloração azulada com manchas acastanhadas, com incubação entre 49 e 51 dias.

#### Aninhamento
Durante o período de incubação, a fêmea pode se alimentar no interior do ninho. Observou-se cópula em três ninhos entre meados de dezembro e abril, com postura estimada de ovos ocorrendo entre 21 de janeiro e 8 de abril, considerando um período de incubação de cerca de 44 dias. As datas de eclosão, conhecidas ou estimadas, variaram de 6 de março a meados de agosto/setembro, com pico de postura no início de março e eclosão principal entre o final de abril e início de julho. O período médio de nidificação dura cerca de 10 semanas, com filhotes frequentemente permanecendo no ninho durante a estação chuvosa, que em Tikal começa entre meados de maio e junho. Esse padrão reprodutivo é semelhante ao do gavião-de-penacho local, embora esta apresente maior variação sazonal. Com base em observações realizadas em Tikal, os filhotes apresentam desenvolvimento relativamente rápido: já ficam em pé por longos períodos na quinta semana e batem as asas vigorosamente a partir da quarta. A alimentação independente ocorre na oitava semana, mesmo período em que iniciam os primeiros voos no interior da árvore do ninho. O comportamento conhecido como “ramificação”, ou movimentação por galhos próximos ao ninho, ocorre entre 4,1 e 4,9 semanas. Em outro estudo, observou-se que os filhotes tendem a deixar o ninho por volta dos três a quatro meses após a postura dos ovos.

#### Intervalos de incubação, nidificação e dependência pós-emplumação
Não foi determinada diretamente a duração do período de incubação em Tikal, mas estima-se que seja de 42 a 44 dias, similar ao observado no gavião-de-penacho, cuja incubação dura 46 dias. Das três tentativas de nidificação que resultaram em filhotes emplumados, apenas uma foi descoberta antes da eclosão, fornecendo os dados mais precisos sobre a duração do período de nidificação. A jovem fêmea neste ninho fez seu primeiro voo da árvore-ninho aos 69 dias de idade. Um filhote macho tinha cerca de 15 dias de idade no momento da descoberta do ninho e fez seu primeiro voo (cinco metros) além da árvore-ninho aos 61 dias de idade, e voos mais substanciais aos 65 dias. Concluiu-se que uma idade de emplumação de 9 a 10 semanas é típica, embora seja necessária uma verificação mais aprofundada. Os filhotes em Tikal atingiram a independência com um ano de idade. No Panamá, filhotes foram registrados em fevereiro, jovens com penas em julho e filhotes ainda no ninho em agosto, indicando um ciclo reprodutivo que pode durar vários meses e uma frequência de nidificação estimada num ciclo a cada três anos.

## Conservação

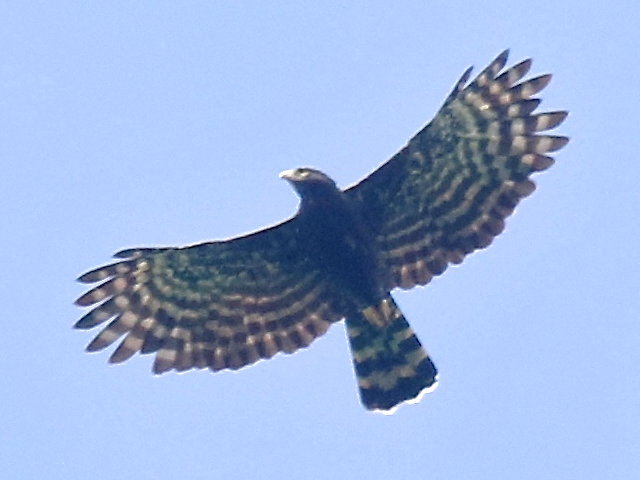
Espécime avistado em pleno voo no Panamá

Estima-se que a população de gavião-pega-macaco esteja dentro da faixa de 50 e 500 mil indivíduos em toda sua extensão. É sabido que está com uma moderada tendência de declínio, porém os dados são insuficientes. Um estudo de sensoriamento remoto descobriu que a floresta dentro de seu alcance foi perdida a uma taxa de 8% ao longo de três gerações. Se essa taxa perdurar, a espécie diminuirá 10% ao longo de três gerações. Por sua grande população e ampla área de ocupação, e apesar de seu declínio, a União Internacional à Conservação da Natureza (UICN / ICUN) classificou o gavião-pega-macaco como uma espécie pouco preocupante (LC). Em 2005, foi listada como vulnerável (VU) na Lista de Espécies da Fauna Ameaçadas do Espírito Santo; em 2010, foi classificado como em perigo (EN) na Lista de Espécies Ameaçadas de Extinção da Fauna do Estado de Minas Gerais e quase ameaçado no Livro Vermelho da Fauna Ameaçada no Estado do Paraná; em 2011, como vulnerável (VU) na Lista das Espécies da Fauna Ameaçada de Extinção em Santa Catarina; em 2014, como em perigo (EN) no Livro Vermelho da Fauna Ameaçada de Extinção no Estado de São Paulo e sob a rubrica de "dados insuficientes" (DD) na Lista das Espécies da Fauna Ameaçadas de Extinção no Rio Grande do Sul; e em 2018 como pouco preocupante (LC) na Lista Vermelha do Livro Vermelho da Fauna Brasileira Ameaçada de Extinção do Instituto Chico Mendes de Conservação da Biodiversidade (IMCBio); em 2021, foi mencionado na Lista de Aves do Ceará e em 2022 foi classificado como criticamente em perigo (CR) na Lista Vermelha de Espécies Ameaçadas da Fauna do Ceará.